# Matuškino
Il quartiere Matuškino (in russo Матушкино?) è un quartiere di Mosca sito nel Distretto di Zelenograd.
Viene costituito il 12 settembre 1991; dal 4 dicembre 2002 al 1º gennaio 2010 è stato unito al quartiere di Savëlki in un unico quartiere chiamato Matuškino-Savëlki.